# FBIF食品飲料創新論壇
FBIF食品饮料创新论坛（英文：Food & Beverage Innovation Forum）是一个食品行业论壇，由上海辛巴商务咨询有限公司主办，始于2014年。

## 历届论坛

### 2021年
FBIF2021食品饮料创新论坛以“探索新增量”为主题，于2021年6月30日-7月2日间在中国杭州国际博览中心召开，12000人参会观展，展商370家。

### 2020年
FBIF2020食品饮料创新论坛以“科技·颠覆”为主题，于2020年7月8日-10日间在中国杭州博览中心举办，同时对现场进行线上直播。与论坛同期举行的Food Show，有200家展商参与。

### 2019年
FBIF2020食品饮料创新论坛的主题是“启动开放式创新，重获增长势能”，2019年4月23日-25日在中国杭州博览中心举办，共120位嘉宾演讲，可口可乐、百事、农夫山泉、伊利集團、蒙牛等700多家企业的4000位代表到场。